# Лазещи торбести
Лазещите торбести (Phalangeridae) са семейство средноголеми животни от клас Бозайници (Mammalia).
Разпространени са в Австралия и Нова Гвинея и са активни главно през нощта. Размерите им варират от дължина 34 cm при мечия кускус (Ailurops ursinus) до дължина 70 cm и маса 5 kg при Spilocuscus rufoniger.

## Родове
Семейство Phalangeridae – Лазещи торбести
- Подсемейство Ailuropinae
  - Род Ailurops
  - Род Strigocuscus
- Подсемейство Phalangerinae
  - Триб Phalangerini
    - Род Phalanger
    - Род Spilocuscus

  - Триб Trichosurini
    - Род Trichosurus
    - Род Wyulda